# Nauka o hrani
Nauka o hrani je osnovna i primenjena nauka o hrani; njen obim počinje preklapanjem sa poljoprivrednom i nutricionom naukom, i vodi kroz naučne aspekte bezbednosti hrane i prerade hrane, informišući razvoj prehrambene tehnologije.
Nauka o hrani spaja više naučnih disciplina. Ona uključuje koncepte iz oblasti kao što su hemija, fizika, fiziologija, mikrobiologija i biohemija. Tehnologija hrane uključuje koncepte hemijskog inženjerstva, na primer.
Aktivnosti naučnika u oblasti hrane obuhvataju razvoj novih prehrambenih proizvoda, dizajniranje procesa za proizvodnju ovih namirnica, izbor materijala za pakovanje, studije roka trajanja, senzornu procenu proizvoda pomoću anketnih panela ili potencijalnih potrošača, kao i mikrobiološka i hemijska ispitivanja. Naučnici za hranu mogu proučavati fundamentalnije fenomene koji su direktno povezani sa proizvodnjom prehrambenih proizvoda i njihovim svojstvima.

## Definicija
Institut za prehrambene tehnologe definiše nauku o hrani kao „disciplinu u kojoj se inženjerske, biološke i fizičke nauke koriste za proučavanje prirode hrane, uzroka kvarenja, principa koji su u osnovi obrade hrane i poboljšanja hrane za javnu konzumaciju“. Udžbenik Nauka o hrani definiše nauku o hrani jednostavnijim terminima kao „primenu nauka i inženjerstva za proučavanje fizičke, hemijske i biohemijske prirode hrane i principa prerade hrane“.

## Literatura
- Wanucha, Genevieve (February 24, 2009). "Two Happy Clams: The Friendship that Forged Food Science". MIT Technology Review.

## Spoljašnje veze
- Mediji vezani za članak Nauka o hrani na Vikimedijinoj ostavi
- Food science на веб-сајту  (језик: енглески)
- Learn about Food Science